# De Warande
De Warande asbl (ou La fenêtre de la Flandre à Bruxelles) est un cercle des Flamands de premier plan fondé en 1988, à l'initiative du VEV-comité Brussel en étroite collaboration avec le monde patronal et le gouvernement flamand. Le but est de renforcer la présence flamande à Bruxelles.
Le président actuel du cercle est Filiep Deforche.

## Historique
Le 17 mars 1980, le VEV-comité Brussel crée un groupe de travail présidé par le baron Lode Campo, comprenant Guy Borgerhoff, Rik Decan, Erik Swaelen, Gilbert Van Belleghem et Piet Van Waeyenberghe.  
En 1988, l'inauguration officielle a lieu dans l'Hôtel Empain à Bruxelles par Gaston Geens, président de l'exécutif flamand et Lode Campo, président-fondateur.
De nos jours, De Warande compte environ 1720 membres : des entrepreneurs et chefs d'entreprises, des diplomates, des ministres, des magistrats, des représentants d'organisations sociales et non-gouvernementales, des fonctionnaires, des scientifiques, des universitaires, des artistes et des professions libérales.

## Mission
De Warande est le lieu de rencontre des Flamands à Bruxelles.
De Warande doit offrir un forum pour stimuler les intérêts des entreprises flamandes et créer un lien entre les entreprises et les autres groupes sociaux. Il doit être un cercle et un lieu de rencontre de choix pour les flamands et leurs hôtes belges et étrangers. Les membres doivent jouer un rôle prépondérant au sein de leur communauté et porter des responsabilités dans le monde des entreprises, de la politique, de l'administration, de la culture et des sciences ou autres.

## Situation
De Warande est situé face au parc de Bruxelles (appelé erronément parc royal) au coin de la rue Ducale et de la rue Zinner. Le bâtiment a été édifié en 1780 par le Baron de Marcq de Tiège.  